# Ершов, Сталь Александрович
Ершов Сталь Александрович (28 ноября 1933 года, г. Ставрополь — 28 марта 1998 года, г. Москва, Россия) — советский и российский ученый-международник, историк, экономист. Доктор исторических наук (1978), профессор (1983). Специалист по проблемам социально-экономического положения трудящихся и рабочего движения в странах с развитой экономикой. Автор работ по проблемам мирового социально-экономического развития.
В 1955 году окончил 1-й Московский государственный институт иностранных языков (специальность «преподаватель английского языка»), в 1961 году — аспирантуру Института мировой экономики и международных отношений АН СССР как экономист-международник.
В 1962 году Ершов защитил кандидатскую диссертацию: «Монополии в электро-технической промышленности США». в 1978 году- докторскую диссертацию: «Развитие капиталистической эксплуатации пролетариата в США и забастовочная борьба в период общего кризиса капитализма».
В 1955—1958 гг. — младший научный сотрудник Всесоюзного института электротехники, в 1958—1962 гг. — Института мировой экономики и международных отношений АН СССР. В 1962—1964 гг. старший эксперт Всесоюзной торговой палаты. В 1964—1966 гг. — заведующий отделом Института охраны труда ВЦСПС.
С 1966 года — старший научный сотрудник Института международного рабочего движения АН СССР (после 1991 года — Институт сравнительной политологии РАН); с 1971 года был заведующим сектором.
В советский период, с 1977 года Ершов вел курс научного коммунизма на кафедре марксизма-ленинизма Московской консерватории, с 1980 года — заведующий кафедрой.
Награждён медалью «За доблестный труд».

## О нём
- Ершов С. А. // Московская консерватория. От истоков до наших дней. 1866—2006. Биографический энциклопедический словарь. М., 2007. С. 181.
- Ершов Сталь Александрович // Иванян Э. А. Энциклопедия российско-американских отношений. XVIII—XX века. — Москва: Международные отношения, 2001. — 696 с. — ISBN 5-7133-1045-0.